# 比羅傑布爾沙達爾烏帕齊拉
比羅傑布爾沙達爾乌帕齐拉是孟加拉国比羅傑布爾縣的一个乌帕齐拉，位於巴里薩爾专区的比羅傑布爾縣。。

## 人口
據1991年孟加拉國人口普查，比羅傑布爾沙達爾共有戶數41,893戶，人口225156人。其中男性佔比50.93%，女性佔比49.07%；成年人口116,628人。該地7歲以上人口之平均識字率為50.7%。